# Lepthyphantes pieltaini
Lepthyphantes pieltaini este o specie de păianjeni din genul Lepthyphantes, familia Linyphiidae, descrisă de Machado, 1940.
Este endemică în Morocco. Conform Catalogue of Life specia Lepthyphantes pieltaini nu are subspecii cunoscute.